# 高培勇
高培勇（1959年1月—），男，汉族，天津人，中华人民共和国经济学家，中国社会科学院研究员、学部委员。现任中国社会科学院党组成员，中国社会科学院大学党委书记，他於2023年7月28日被免去中国社会科学院副院长职务。

## 生平
1993年3月加入中国共产党。